# Pla de la Bassa (Alp)
El Pla de la Bassa és una muntanya de 2.028 metres que es troba entre els municipis d'Alp (Baixa Cerdanya) i de Toses (Ripollès). Al cim podem trobar-hi un vèrtex geodèsic (referència 285080001).